# Resolución 703 del Consejo de Seguridad de las Naciones Unidas
La resolución 703 del Consejo de Seguridad de las Naciones Unidas, adoptada sin votación el 9 de agosto de 1991, después de examinar la solicitud de los Estados Federados de Micronesia para la membresía en las Naciones Unidas, el Consejo recomendó a la Asamblea General que Micronesia fuese admitida.
El 17 de septiembre del mismo año, la Asamblea General aceptó a los Estados Federados de Micronesia en la resolución 46/2.